# Sangdo (serie de televisión)
Sangdo (en hangul, 상도; en hanja, 商道) es una serie de televisión histórica surcoreana basada en la novela de Choi In Ho del mismo nombre publicada en el año 2000, que cuenta la historia del legendario comerciante coreano Lim Sang Wok (1779-1855), en los últimos años de la dinastía Joseon.
Fue protagonizada por Lee Jae Ryong, Kim Hyun Joo, Jung Bo Suk y Lee Soon-jae. Fue transmitida por MBC desde el 15 de octubre de 2001 hasta el 2 de abril de 2002 con una longitud de 50 episodios emitidos cada lunes y martes a las 21:55 (KST).

## Reparto

### Principal
- Lee Jae Ryong como Lim Sang Wok.
  - Maeng Se Chang como Lim Sang Wok (joven).
- Kim Hyun Joo como Park Da Nyung.
- Jung Bo Suk como Jung Chi Soo.
- Lee Soon-jae como Park Joo-myung.

### Secundario
- Park In-hwan como Hong Deuk-joo.
- Hong Eun Hee como Mi Keum.
- Han Hee como Jang Mi Ryung.
- Kim Yoo Mi como Yoon Chae Yeon.
- Song Jae Ho como Lim Bong Huk.
- Na Moon Hee como Dama Han.
- Lee Hee Do como Heo Sam Bo.
- Jung Ho Geun como Jang Suk Joo.
- Jung Ki Sung como Kim Sat Kat.
- Lee Joo Hyun como Jang Myung Gook.
- Kim Se Joon como Bok Tae.
- Kim Yong Gun como Mo Ga Bi.
- Lee Kye In como Bae Soon Tak.
- Park Jung Woo como Kim Dae Hwan.
- Park Young Ji como Park Jong Kyung.
- Jung Myung Hwan como Kim Doo Kwan.
- Seo Bum Shik como Lim Jin Han.
- Park Chan Hwan como Hong Dae Soo / Hong Kyung Rae.
- Na Sung Kyoon como Kim Tae Chul.
- Im Hyun Sik como Yang Soo Dong.
- Shin Gook como Hong Tae Joo.
- Choi Ran como Woo Yeo Ran.
- Ming Sang Hoon como Steward Hwang
- Jun Soo Yeon como Lim Sang Hee
- Lee Ah Hyun como Cho Rae.
- Jung Sun Il como Sunjo.
- Lee Sook como Joo Mo.
- Shin Dong-mi.

## Emisión internacional
- Hong Kong: Now 101 (2012).
- Japón: BS Asahi (2013).
- Tailandia: Channel 3 (2007).
- Taiwán: TTV (2008).